# Coppa Italia 1965-1966
La Coppa Italia 1965-1966 fu la 19ª edizione della manifestazione calcistica. Iniziò il 29 agosto 1965 e si concluse il 19 maggio 1966. Il trofeo fu vinto dalla Fiorentina, al suo terzo titolo.

## Avvenimenti

Biglietto d'ingresso per la finale

Venne confermato il formato in vigore dalla stagione precedente: vi partecipano le 18 squadre della Serie A e le 20 della Serie B, che si affrontano in gare di sola andata con la formula dell'eliminazione diretta. Le società classificatesi ai primi quattro posti della Serie A 1964-1965 furono automaticamente qualificate ai quarti di finale, mentre la finale si giocò in gara unica allo stadio Olimpico di Roma.
L'edizione registrò il sorprendente cammino del Catanzaro, militante fra i cadetti, che, superato il Messina al primo turno, sconfisse in sequenza tre squadre della massima serie, Napoli, Lazio e Torino, eliminando poi in semifinale e contro ogni pronostico la Juventus, battuta per 2-1 al Comunale di Torino. I calabresi dovettero tuttavia arrendersi in finale alla Fiorentina, che ebbe la meglio per 2-1, con rete decisiva di Bertini su calcio di rigore, nell'ultimo minuto del secondo tempo supplementare.

## Date
| Turno            | Data                 |
| ---------------- | -------------------- |
| Primo turno      | 29 agosto 1965       |
| Qualificazione   | 6 ottobre 1965       |
| Secondo turno    | 4-7 novembre 1965    |
| Terzo turno      | 5-22 dicembre 1965   |
| Quarti di finale | 6 gennaio 1966       |
| Semifinali       | 9 febbraio 1966      |
| Finale           | Roma, 19 maggio 1966 |

## Risultati

### Primo turno
| Arbitro: | Marengo (Chiavari) |

|             |           |                            |
| Bettini 52’ | Marcatori | 27’, 58’ Renna 37’ Ciccolo |

| Arbitro: | Gonella (Torino) |

|                |           |                         |
| Di Giacomo 54’ | Marcatori | 4’ De Paoli 59’ Bianchi |

| Arbitro: | Di Tonno (Lecce) |

|             |           |  |
| Bui 9’, 65’ | Marcatori |  |

| Arbitro: | Righi (Milano) |

|  |           |                             |
|  | Marcatori | 11’, 90’ Hamrin 18’ Maschio |

| Arbitro: | Pieroni (Roma) |

|                   |           |  |
| Maraschi 18’, 35’ | Marcatori |  |

| Arbitro: | Varazzani (Parma) |

|                                 |           |  |
| Lessi 101’ Leonardi 106’ (aut.) | Marcatori |  |

| Arbitro: | Monti (Ancona) |

|  |           |             |
|  | Marcatori | 83’ Savoldi |

| Arbitro: | Carminati (Milano) |

|  |           |                |
|  | Marcatori | 38’ Boninsegna |

| Arbitro: | Bernardis (Trieste) |

|             |           |  |
| Rognoni 55’ | Marcatori |  |

| Arbitro: | Barolo (Bassano del Grappa) |

|           |           |                       |
| Vigni 66’ | Marcatori | 68’ Recagno 92’ Baffi |

| Arbitro: | Acernese (Roma) |

|  |           |             |
|  | Marcatori | 63’ Longoni |

| Potenza 29 agosto 1965, ore 16:00 CEST Primo turno | Potenza             | 0 – 0 (d.t.s.) Potenza qualificato per sorteggio. (lancio della monetina) referto | Foggia & Incedit | Stadio Alfredo Viviani\| Arbitro: \| Schinetti (Brescia) \| |
| Arbitro:                                           | Schinetti (Brescia) |                                                                                   |                  |                                                             |

| Arbitro: | Angonese (Mestre) |

|  |           |                       |
|  | Marcatori | 75’ (aut.) Castellani |

| Arbitro: | Politano (Cuneo) |

|                      |           |           |
| Meregalli 70’ (rig.) | Marcatori | 72’ Troja |

| Arbitro: | De Robbio (Torre Annunziata) |

|  |           |             |
|  | Marcatori | 79’ Fanello |

| Arbitro: | Francescon (Padova) |

|             |           |                         |
| Vanzini 41’ | Marcatori | 7’ Juliano 78’ Altafini |

| Arbitro: | Genel (Trieste) |

|                     |           |             |
| D'Alessi 60’ (rig.) | Marcatori | 35’ Cristin |

#### Tabella riassuntiva
| Squadra 1         | Risultato   | Squadra 2  |
| ----------------- | ----------- | ---------- |
| Alessandria       | 1 - 3       | Lazio      |
| Mantova           | 1 - 2       | Brescia    |
| Catanzaro         | 2 - 0       | Messina    |
| Genoa             | 0 - 3       | Fiorentina |
| Lanerossi Vicenza | 2 - 0       | Padova     |
| Livorno           | 2 - 0 (dts) | Roma       |
| Verona            | 0 - 1       | Atalanta   |
| Lecco             | 0 - 1       | Varese     |
| Modena            | 1 - 0       | Bologna    |
| Monza             | 1 - 2 (dts) | Pro Patria |
| Novara            | 0 - 1       | Cagliari   |
| Potenza           | 0 - 0 (dts) | Foggia     |
| Pisa              | 0 - 1       | SPAL       |
| Reggiana          | 1 - 1 (dts) | Palermo    |
| Reggina           | 0 - 1       | Catania    |
| Soccer Trani      | 1 - 2       | Napoli     |
| Venezia           | 1 - 1 (dts) | Sampdoria  |

### Qualificazione
| Arbitro: | De Robbio (Torre Annunziata) |

|                      |           |                               |
| Carioli 17’ Lodi 89’ | Marcatori | 26’ (aut.) Merkuza 64’ Duvina |

#### Tabella riassuntiva
| Squadra 1 | Risultato   | Squadra 2  |
| --------- | ----------- | ---------- |
| Potenza   | 2 - 2 (dts) | Pro Patria |

### Secondo turno
| Arbitro: | Francescon (Padova) |

|             |           |                             |
| Cairoli 38’ | Marcatori | 77’ Boninsegna 86’ Ferrario |

| Arbitro: | Di Tonno (Lecce) |

|  |           |                |
|  | Marcatori | 18’ Mereghetti |

| Arbitro: | Varazzani (Parma) |

|                            |           |                       |
| Cella 12’ Facchin 52’, 73’ | Marcatori | 4’ Frisoni 28’ Brulls |

| Arbitro: | Marengo (Chiavari) |

|                                                 |           |           |
| Nuti 32’, 38’ Maschio 51’ Costantini 76’ (aut.) | Marcatori | 88’ Troja |

| Arbitro: | Gussoni (Tradate) |

|                                |           |  |
| Vinicio 31’ (rig.) Demarco 69’ | Marcatori |  |

| Arbitro: | Bernardis (Trieste) |

|  |           |           |
|  | Marcatori | 5’ Vitali |

| Arbitro: | Marchiori (Padova) |

|  |           |         |
|  | Marcatori | 70’ Bui |

| Arbitro: | Palazzo (Palermo) |

|                     |           |  |
| Bagnoli 7’ Reja 58’ | Marcatori |  |

#### Tabella riassuntiva
| Squadra 1           | Risultato | Squadra 2 |
| ------------------- | --------- | --------- |
| Livorno             | 1 - 2     | Varese    |
| Cagliari            | 0 - 1     | Atalanta  |
| Catania             | 3 - 2     | Brescia   |
| Fiorentina          | 4 - 1     | Palermo   |
| Lanerossi           | 2 - 0     | Modena    |
| Venezia (1907-1987) | 0 - 1     | Lazio     |
| Napoli              | 0 - 1     | Catanzaro |
| SPAL                | 2 - 0     | Potenza   |

### Terzo turno
| Arbitro: | Barolo (Bassano del Grappa) |

|  |           |                            |
|  | Marcatori | 46’ Massei 90’ Bertuccioli |

| Arbitro: | Di Tonno (Lecce) |

|                                  |           |          |
| Bonfada 21’ Tribuzio 55’ Bui 83’ | Marcatori | 25’ Mari |

| Arbitro: | Motta (Monza) |

|             |           |  |
| Morrone 52’ | Marcatori |  |

| Arbitro: | Roversi (Bologna) |

|                          |                      |                          |
| Strada 44’ Ossola 76’    | Marcatori            | 56’ Vinicio 60’ Rossetti |
| Bagatti Boninsegna Soldo | Tiri di rigore 5 – 4 | Vinicio Maraschi         |

| Arbitro: | De Marchi (Pordenone) |

|  |           |              |
|  | Marcatori | 104’ Vinicio |

#### Tabella riassuntiva
| Squadra 1  | Risultato | Squadra 2 |
| ---------- | --------- | --------- |
| Atalanta   | 0 - 2     | SPAL      |
| Catanzaro  | 3 - 1     | Lazio     |
| Fiorentina | 1 - 0     | Catania   |
| Varese     | 0 - 1     | Lanerossi |

### Quarti di finale
| Arbitro: | Gonella (Torino) |

|             |           |                                     |
| Sormani 78’ | Marcatori | 7’ Brugnera 52’ Hamrin 70’ Pirovano |

| Arbitro: | Sbardella (Roma) |

|                              |                      |                                   |
| Marchioro Tribuzio Marchioro | Tiri di rigore 4 – 1 | Orlando Moschino Orlando Moschino |

| Arbitro: | Pieroni (Roma) |

|             |           |                         |
| Corradi 19’ | Marcatori | 42’ Gori 78’ Domenghini |

| Arbitro: | De Marchi (Pordenone) |

|             |           |                                                   |
| Pezzato 45’ | Marcatori | 17’ Traspedini 92’, 115’ Menichelli 119’ Leoncini |

#### Tabella riassuntiva
| Squadra 1 | Risultato       | Squadra 2  |
| --------- | --------------- | ---------- |
| Milan     | 1 - 3           | Fiorentina |
| Catanzaro | 0 - 0 (4-1 dcr) | Torino     |
| Lanerossi | 1 - 2           | Inter      |
| SPAL      | 1 - 4 (dts)     | Juventus   |

### Semifinali
| Arbitro: | Varazzani (Parma) |

|                         |           |          |
| Brugnera 77’ Hamrin 89’ | Marcatori | 76’ Jair |

| Arbitro: | De Marchi (Pordenone) |

|             |           |                                         |
| Del Sol 50’ | Marcatori | 34’ (aut.) Leoncini 76’ (rig.) Tribuzio |

#### Tabella riassuntiva
| Squadra 1  | Risultato | Squadra 2 |
| ---------- | --------- | --------- |
| Fiorentina | 2 - 1     | Inter     |
| Juventus   | 1 - 2     | Catanzaro |

### Finale
| Arbitro: | Antonio Sbardella (Roma) |

|                                |           |               |
| Hamrin 30’ Bertini 119’ (rig.) | Marcatori | 47’ Marchioro |

| Fiorentina | Catanzaro |

|                     |    |                          |  |
|                     |    |                          |  |
| P                   | 1  | Enrico Albertosi         |  |
| D                   | 2  | Giovan Battista Pirovano |  |
| D                   | 3  | Bernardo Rogora          |  |
| C                   | 4  | Mario Bertini            |  |
| D                   | 5  | Ugo Ferrante             |  |
| D                   | 6  | Giuseppe Brizi           |  |
| A                   | 7  | Kurt Hamrin              |  |
| C                   | 8  | Claudio Merlo            |  |
| A                   | 9  | Mario Brugnera           |  |
| C                   | 10 | Giancarlo De Sisti       |  |
| A                   | 11 | Luciano Chiarugi         |  |
| Allenatore:         |    |                          |  |
| Giuseppe Chiappella |    |                          |  |

|               |    |                    |  |
|               |    |                    |  |
| P             | 1  | Umberto Provasi    |  |
| D             | 2  | Franco Marini      |  |
| D             | 3  | Edmondo Lorenzini  |  |
| D             | 4  | Cesare Maccacaro   |  |
| D             | 5  | Luigi Tonani       |  |
| D             | 6  | Luigi Sardei       |  |
| C             | 7  | Carlo Vanini       |  |
| C             | 8  | Giuseppe Marchioro |  |
| A             | 9  | Gianni Bui         |  |
| C             | 10 | Alvaro Gasparini   |  |
| A             | 11 | Mario Tribuzio     |  |
| Allenatore:   |    |                    |  |
| Dino Ballacci |    |                    |  |

#### Tabella riassuntiva
| Squadra 1  | Risultato   | Squadra 2 |
| ---------- | ----------- | --------- |
| Fiorentina | 2 - 1 (dts) | Catanzaro |